# 赵晓舟
赵晓舟（1916年—2007年），男，河南郾城人，中华人民共和国军事人物，中国人民解放军少将，曾任中国人民解放军海军装备部部长。